# Vette!
Vette! ist ein 1989 von Spectrum HoloByte veröffentlichtes Computerspiel, das als Rennspiel konzipiert wurde. Es zeichnet sich durch eine detailliert nachgebildete Version der Stadt San Francisco aus, in der Spieler eine Chevrolet Corvette steuern können. Das Spiel bietet eine Auswahl von vier verschiedenen Corvette-Modellen und ermöglicht sowohl einen Einzelspieler- als auch einen Mehrspielermodus. Eine Besonderheit von Vette! ist die offene Spielwelt, die es den Spielern erlaubt, frei durch die Stadt zu fahren und zwischen Checkpoints an bekannten Wahrzeichen ihre Route selbst zu wählen.

## Spielprinzip
Das 1989 von Spectrum HoloByte veröffentlichte Computerspiel Vette! ist ein Rennspiel. Im Mittelpunkt des Spiels steht das Fahren einer Chevrolet Corvette durch eine detailliert nachgebildete Version der Stadt San Francisco.
Zu Beginn des Spiels wählt der Spieler sein Fahrzeug aus einer Auswahl von vier verschiedenen Corvette-Modellen. Zur Verfügung stehen zwei Werksmodelle sowie zwei Aftermarket-Varianten: die Stock ZR1, die Twin Turbo und die Sledgehammer. Anschließend kann der Spieler zwischen einem Einzelspieler- und einem Mehrspielermodus wählen. Im Einzelspielermodus tritt der Spieler gegen einen computergesteuerten Gegner an, wobei als Gegnerfahrzeuge europäische Sportwagen wie der Porsche 928, der Lamborghini oder verschiedene Ferrari-Modelle zur Auswahl stehen. Der Mehrspielermodus ermöglicht es zwei Spielern, gegeneinander anzutreten. Dies kann entweder lokal oder über eine Modem- bzw. serielle Verbindung erfolgen.
Eine Besonderheit von Vette! ist die offene Spielwelt, die es den Spielern erlaubt, frei durch die nachgebildete Stadt San Francisco zu fahren. Die Rennen bestehen aus zwei oder mehr Checkpoints, die an bekannten Wahrzeichen der Stadt platziert sind. Zwischen diesen Checkpoints können die Spieler ihre Route frei wählen. Zur Orientierung steht den Spielern eine Karte der Stadt zur Verfügung. Diese hilft bei der Planung der schnellsten Route zum nächsten Checkpoint. Die Möglichkeit, verschiedene Wege zum Ziel zu wählen, fügt dem Spiel eine strategische Komponente hinzu.
Während des Rennens müssen die Spieler nicht nur gegen ihre Gegner fahren, sondern auch verschiedene Hindernisse und Herausforderungen meistern. Die Straßen sind von Fußgängern und Polizisten bevölkert, was zu unerwarteten Situationen führen kann. Ein wichtiger Aspekt des Spiels ist das Vermeiden von Schäden am Fahrzeug. Unfälle oder riskantes Fahrverhalten können zu Beschädigungen führen, die sich auf die Leistung des Fahrzeugs auswirken. Schäden können an Tankstellen repariert werden. Die Polizeipräsenz in der Stadt stellt eine zusätzliche Herausforderung dar. Verkehrsverstöße werden von den Polizisten gemeldet, was zu Verfolgungsjagden führen kann. In solchen Fällen muss der Spieler sein Fahrverhalten erklären.
Vette! kombiniert verschiedene grafische Elemente, um eine für die damalige Zeit fortschrittliche visuelle Darstellung zu erreichen. Während die Benutzeroberfläche und das Armaturenbrett mit 2D-Sprite-Grafiken dargestellt werden, nutzt das Spiel für die Fahrzeuge und die Spielwelt unschattierte 3D-Polygone. Diese Mischung aus 2D- und 3D-Elementen war für die späten 1980er Jahre bemerkenswert fortschrittlich.

## Technische Aspekte
Das Computerspiel Vette! stellte für seine Zeit bemerkenswerte technische Innovationen im Bereich der 3D-Grafik und Spielweltdarstellung vor. Es wurde eine für damalige Verhältnisse fortschrittliche 3D-Grafikengine verwendet, die es ermöglichte, die Straßen von San Francisco als unschattierte Polygonmodelle darzustellen. Diese Technik erlaubte es, eine weitläufige und detaillierte Spielwelt zu erschaffen, die auf den tatsächlichen Straßenverläufen der Stadt basierte. Die Vektorgrafik bot eine große Anzahl verschiedener Details, um den Straßen von San Francisco Leben einzuhauchen.
Das Spiel bot vier verschiedene Modelle des Chevrolet Corvette zur Auswahl, darunter sowohl Serienmodelle als auch getunte Versionen. Jedes Fahrzeug verfügte über individuelle Eigenschaften in Bezug auf Leistung, Bodenhaftung und Geschwindigkeit. Die Gegner fuhren andere Hochleistungsfahrzeuge wie Porsche 928S4, Lamborghini Countach, Ferrari Testarossa und Ferrari F40.
Vette! zeichnete sich durch ein komplexes Straßennetz aus, das dem realen San Francisco nachempfunden war. Dies ermöglichte es den Spielern, verschiedene Routen zum Ziel zu wählen und bot so eine hohe Wiederspielbarkeit. Das Spiel bot vier verschiedene Streckentypen, die jeweils das Fahren von Punkt A nach Punkt B in möglichst kurzer Zeit erforderten.
Das Spiel implementierte verschiedene realistische Elemente, die je nach gewähltem Schwierigkeitsgrad aktiviert wurden. Dazu gehörten:
- Geschwindigkeitsbegrenzungen auf verschiedenen Straßen
- Polizeiverfolgungen bei Regelverstößen
- Einbahnstraßen und Straßen mit Fahrverboten
- Ein Schadensmodell für die Fahrzeuge, das Kollisionen berücksichtigte

Diese Mechaniken erhöhten den Schwierigkeitsgrad und die Komplexität des Spiels, insbesondere auf höheren Schwierigkeitsstufen.
Vette! wurde auf drei Disketten veröffentlicht und war sowohl in einer Schwarz-Weiß- als auch in einer Farbversion erhältlich. Das Spiel verfügte über verschiedene Kameraeinstellungen, aus denen das Geschehen auf der Straße beobachtet werden konnte.
Das Spiel implementierte einen innovativen Kopierschutzmechanismus. Zu Beginn des Spiels musste der Spieler eine Frage aus dem mitgelieferten Handbuch beantworten, um zu beweisen, dass er im Besitz des Originalspiels war. Bei falscher Antwort konnte das Spiel nur für eine begrenzte Zeit gespielt werden, bevor ein Fenster mit der Meldung „You are Driving a Stolen Vette“ erschien und das Spiel abstürzte.
"Vette! bot auch die Möglichkeit eines Mehrspielermodus, der entweder über ein Kabel oder ein Modem realisiert werden konnte. Dies war für die damalige Zeit eine fortschrittliche Funktion, die das Spielerlebnis erweiterte.

## Entwicklung und Veröffentlichung
Das Computer-Rennspiel Vette! wurde 1989 von Spectrum HoloByte für MS-DOS-kompatible Betriebssysteme veröffentlicht. Es wurde von dem Entwicklerstudio Sphere unter der Leitung von Produzent Joe Scirica und den Designern Dan Geisler und Gilman Louie entwickelt.
Die Entwicklung des Spiels begann vermutlich in den späten 1980er Jahren, als 3D-Rennspiele noch in den Kinderschuhen steckten. Das Ziel war es, ein realistisches Fahrerlebnis durch die Straßen von San Francisco zu erschaffen. Dafür wurde eine 3D-Engine mit flach schattierten Polygonen entwickelt, die es ermöglichte, eine vereinfachte Version der Stadt inklusive bekannter Wahrzeichen wie der Golden Gate Bridge nachzubilden.
Eine Besonderheit von Vette! war die für damalige Verhältnisse sehr detaillierte Grafik. Es war eines der wenigen Spiele, die den EGA-Grafikmodus mit 640×200 Pixeln unterstützten, um statische Szenen besonders detailreich darzustellen. Die Entwickler legten zudem Wert auf realistische Fahrphysik und implementierten ein Schadensmodell für die Fahrzeuge.
Das Spiel erschien zunächst auf drei Disketten für MS-DOS-PCs, sowohl in einer Schwarz-Weiß- als auch in einer Farbversion. Kurz darauf folgten Portierungen für den Apple Macintosh und den japanischen NEC PC-9801. Eine geplante Version für das Sega Genesis wurde zwar angekündigt, aber nie veröffentlicht.
Bei der Veröffentlichung stieß Vette! auf positives Echo in der Fachpresse. Das britische Magazin ACE lobte die Komplexität des Designs in Kombination mit der cleveren Einfachheit der Präsentation. Peter Scisco von der Zeitschrift Compute! hob besonders die Detailtreue und die EGA-Grafik hervor.
Das Spiel enthält auch einen versteckten Hinweis auf zeitgeschichtliche Ereignisse: Einer der Programmierer fügte heimlich eine Textzeile in den ausführbaren Code ein, die an die Opfer des Tian’anmen-Massakers vom 4. Juni 1989 erinnert.
Vette! gilt heute als Pionier im Bereich der 3D-Rennspiele und offenen Spielwelten. Es erlaubte den Spielern erstmals, frei durch eine nachgebildete Stadt zu fahren, anstatt sie auf vordefinierte Rennstrecken zu beschränken. Damit legte es wichtige Grundlagen für spätere Open-World-Rennspiele.

## Rezeption
Die Rezeption des Computer-Rennspiels Vette! aus dem Jahr 1989 war überwiegend positiv, wobei insbesondere die für die damalige Zeit innovative Spielmechanik und die detaillierte Darstellung der Stadt San Francisco hervorgehoben wurden. Zeitgenössische Kritiken lobten vor allem den Umfang und Realismus des Spiels. So bezeichnete Peter Scisco von der Zeitschrift Compute! Vette! als „Falcon AT on the ground“ und hob die Detailtreue sowie die EGA-Grafik positiv hervor. Lediglich die fehlende Unterstützung von Soundkarten wurde kritisiert.
Tony Dillon vom Magazin ACE würdigte die Komplexität des Designs in Kombination mit einer cleveren Einfachheit in der Präsentation. Er betonte zudem die Vielseitigkeit des Gameplays, auch wenn er Vette! knapp hinter dem Konkurrenzprodukt Stunt Car Racer einordnete.
Besonders beeindruckt zeigten sich Spieler von der offenen Spielwelt, die es ermöglichte, frei durch eine polygonale 3D-Nachbildung von San Francisco zu fahren. Diese Freiheit, überall hinfahren zu können, wurde als bahnbrechend für die damalige Zeit empfunden. Die Möglichkeit, Verkehrsregeln zu missachten, mit der Polizei in Konflikt zu geraten und sogar Fußgänger zu überfahren, wurde als revolutionär wahrgenommen – Jahre bevor Spiele wie Grand Theft Auto ähnliche Mechaniken populär machten.
Die technischen Aspekte des Spiels wurden ebenfalls positiv aufgenommen. Das vollständig funktionsfähige Armaturenbrett mit realistischer Geschwindigkeitsanzeige sowie die Möglichkeit, aus den Seitenfenstern zu blicken, trugen zum Immersionsempfinden bei. Auch die Schadensmodellierung des Fahrzeugs und die Möglichkeit, dieses an Tankstellen zu reparieren, wurden als innovative Spielelemente wahrgenommen.
Rückblickend wird die grafische Darstellung des Spiels als zeitgemäß, aber aus heutiger Sicht überholt betrachtet. Die polygonale Darstellung der Stadt wird zwar als akkurat, aber aufgrund der technischen Limitierungen der damaligen Computer als detailarm beschrieben. Die Soundeffekte werden im Rückblick als adäquat für die damalige Zeit, aber aus heutiger Perspektive als qualitativ minderwertig eingestuft.
Trotz der aus heutiger Sicht veralteten Grafik und Soundeffekte wird Vette! retrospektiv als wegweisendes Spiel gewürdigt, das viele Elemente einführte, die in modernen Rennspielen als selbstverständlich gelten. Die Kombination aus offener Spielwelt, realistischer Stadtdarstellung und vielfältigen Spielmechaniken wird als ihrer Zeit weit voraus bewertet.